# Famille Sinner
Pour les articles homonymes, voir Sinner.
La famille Sinner, ou de Sinner depuis 1785, est une famille bourgeoise de Berne.

## Histoire
La famille possède la seigneurie de Grandcour pendant une partie du XVIIIe siècle.

## Personnalités
- Jean Rodolphe Sinner (1632–1708), avoyer de Berne, baron du Saint Empire
- Frédéric Sinner (1713–1791), avoyer de Berne, baron de Grandcour
- Jean-Rodolphe Sinner de Ballaigues (1730–1787), écrivain
- Jean-Rodolphe Sinner de Gessenay, Conseiller
- Charles Ahasver de Sinner, architecte
- Sasha Morgenthaler née de Sinner (1893–1975), artiste
- Rodolphe de Sinner (1890–1960), architecte